# 避日目
避日目（學名：Solifugae）隶属节肢动物门蛛形纲，现存12科，141属，共计一千余种，俗称避日蛛或风蝎，分布于非洲、亚洲及美洲的热带和亚热带沙漠。避日蛛的躯体类似蜘蛛，分为头胸部和腹部，没有类似蝎子的鞭状第三体节。大部分种类头胸部前端具有特征性的巨大螯肢，用以进食和发声。避日蛛移动速度快，体型较大，常被民间传说夸张的描述为一种危险可怕的生物，但它们对人畜基本无害。除了毒日蛛科的Rhagodes nigrocinctus外，其它避日蛛都沒有毒腺。

## 名称
避日蛛（solifugid，由拉丁语sol，“日”和fugere，“逃”组成）得名于其夜行习性，它们在世界各地还有诸多别名。因其迅猛的奔走速度（爆发可达53厘米/秒），它们被称作风蝎（wind scorpion）或风蛛（wind spider）。圣地亚哥的西班牙人称一些昼行性避日蛛为太阳蛛（arañhas 'del sol）。一些种类因其拱起的头胸部背板被称为骆驼蛛（camel spider）。避日蛛或被称为假蛛（false spider）以别于蜘蛛。南非人传说避日蛛会为妇女的长发吸引，被缠住后它们会剪开头发逃生，因此被称为剪发蛛（haarskeerder）。也有传说认为它们将人和动物的毛发剪下用以筑巢。第一次世界大战北非的驻军称之为jerrymander和jerrymunglum。其他俗称包括食脂蛛（vetvreter）及毒蛛（gift-kanker）等。

## 形态特征

螯肢在背視圖（頂部）和側視圖（底部）的咀嚼運動

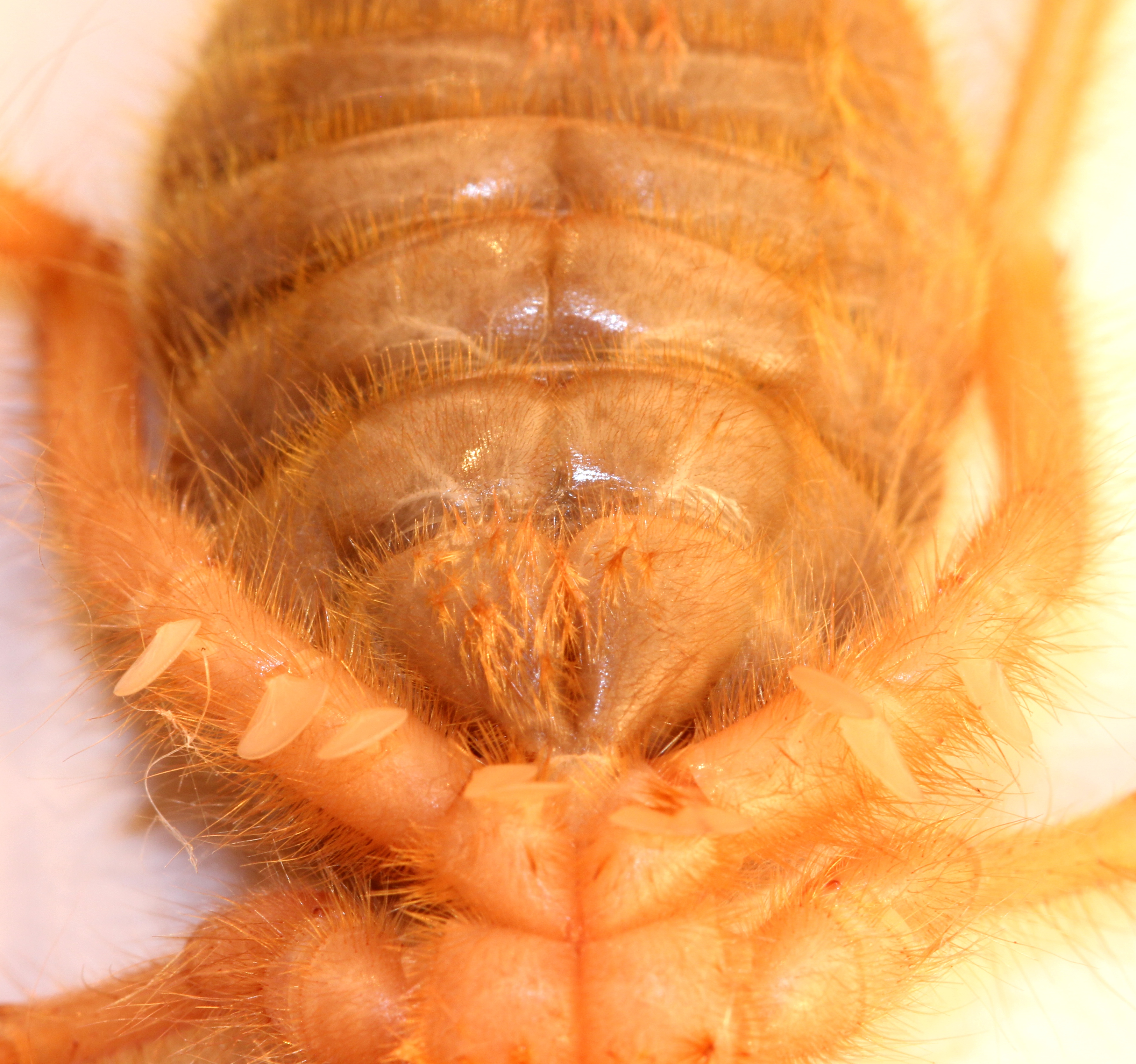
避日蛛腹部特征，显示呼吸口及球拍状器

避日蛛体型各异，大型种类体长可达7厘米，小型种类则仅有几毫米。一些报道将足部计算在内，称避日蛛全长可至15厘米。避日蛛身体由头胸部及十节腹部组成。如左图所示，其头胸部及腹部的分界不如蜘蛛明显。头胸部包含眼，螯肢，触肢和步足。如同拟蝎及盲蛛，避日蛛没有书肺，但有发达的气管系统，通过腹部的三对开口呼吸。

### 螯肢

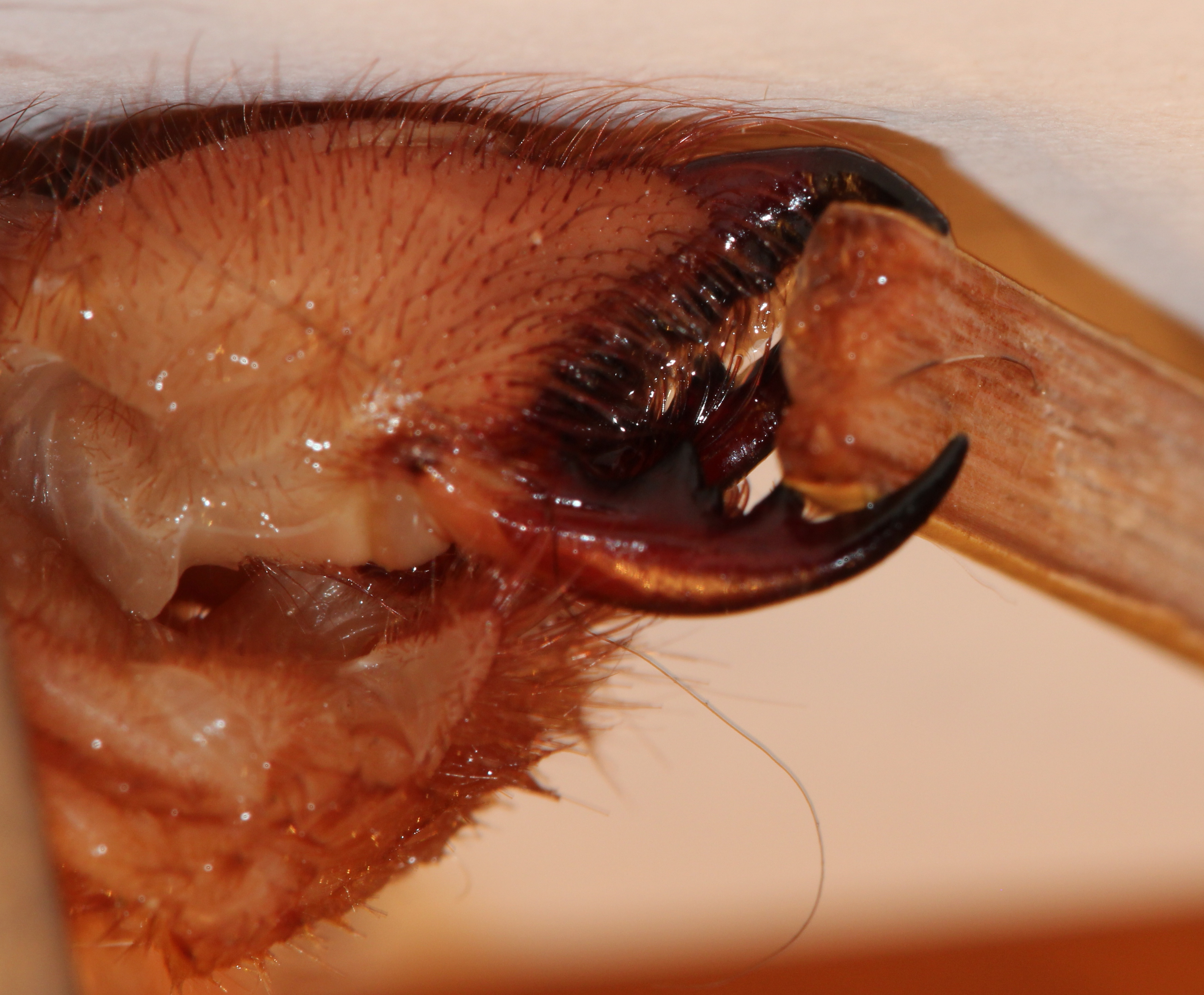
螯肢侧面观，显示齿

避日蛛的典型特征为两对粗大的螯肢，一些种类螯肢甚至长于头胸部。每对螯肢由上下两部分形成钳状，每部分具不同数目的齿。很多种类螯肢异常强壮，能够切碎脊椎动物的皮肉及鸟类的细骨。一些避日蛛会摩擦螯肢发出响声。除漠风蝎科外，雄性的螯肢上都长有鞭毛。鞭毛作用不详，一些种类的雄性交配时会将鞭毛伸入雌性的生殖道。

### 触肢与步足
避日蛛有四对步足和一对特别延长的触肢，为功能类似昆虫触角的感觉器官，形似第五对步足。每只步足分为七节：基节、转节、腿节、膝节、胫节、基附节和附节。触肢分为五节，除了触感，也用于移动、进食及打斗。移动中触肢通常不触碰地面而是被举起用于探测障碍和猎物。触肢的末端有吸附器官，可以用来捕捉飞行的猎物，一些种类利用吸附器官在光滑表面攀爬。避日蛛的第一对步足通常比后三对小，用于协助触肢，有些种类第一对步足不具备附节。

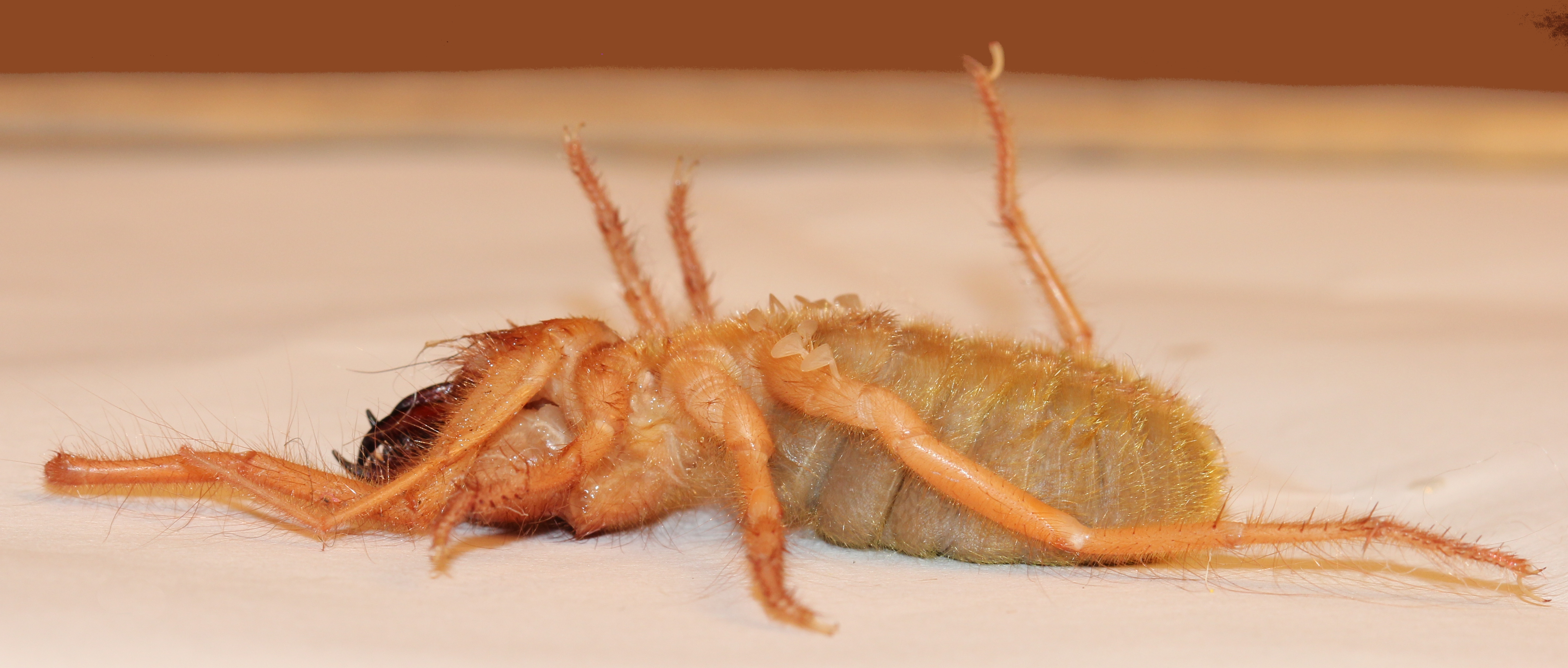
避日蛛科的一只雌性避日蛛，显示后足的球拍状器

后三对步足用于移动。最后一对步足的基节与转节上有扇形的球拍状器，功用不详。推测用于探测土壤的振动以寻找猎物和配偶。雄性避日蛛体型通常比雌性小，足相对较长。

### 眼

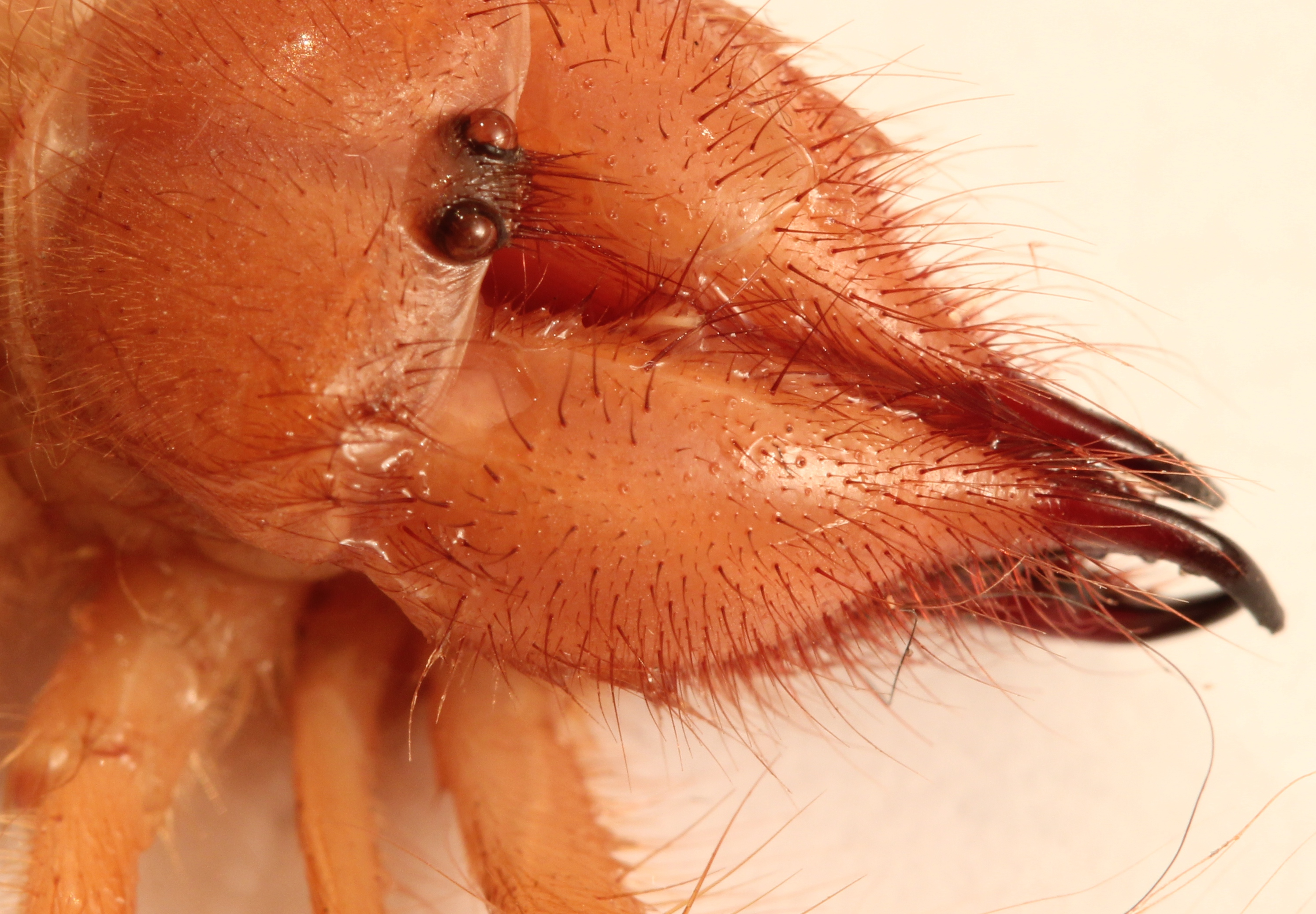
避日蛛的眼和可能起保护作用的刚毛

一些种类的避日蛛具有较大的中眼。它们看起来像单眼，其实很复杂。它们能辨别形状，被用来狩猎与避敌。有研究认为中眼是由单眼聚合而成的复眼。很多种类不具备侧眼，或侧眼结构简单。

## 分类系统
避日目隶属于蛛形纲跑足亚纲，与拟蝎目为单胫总目仅有的两个目。基于形态学及分子分析，避日目已被证实为单系群。避日目为蛛形纲第六大多样化的目，现存12科（除沙风蝎科，漠风蝎科及避日蛛科已有现成中文学名，其余均为此条目编辑者所译，仅供参考）：
- 沙风蝎科 Ammotrechidae Roewer 1934（学名源于希腊语ἄμμος 沙 + τρέχω 跑）
- 蜡风蝎科 Ceromidae Roewer 1933（疑为希腊语κηρός 蜡）
- 戴沙蝎科 Daesiidae Kraepelin 1899（词源待查）
- 漠风蝎科 Eremobatidae Kraepelin 1899（希腊语ἐρήμος 独处的）
- 蛛毛蝎科 Galeodidae Sundevall 1833 （词源有争议，包括希腊语的γαλέη 鼬或γαλεός 一种鲨鱼，及拉丁语galea 头盔[15]）

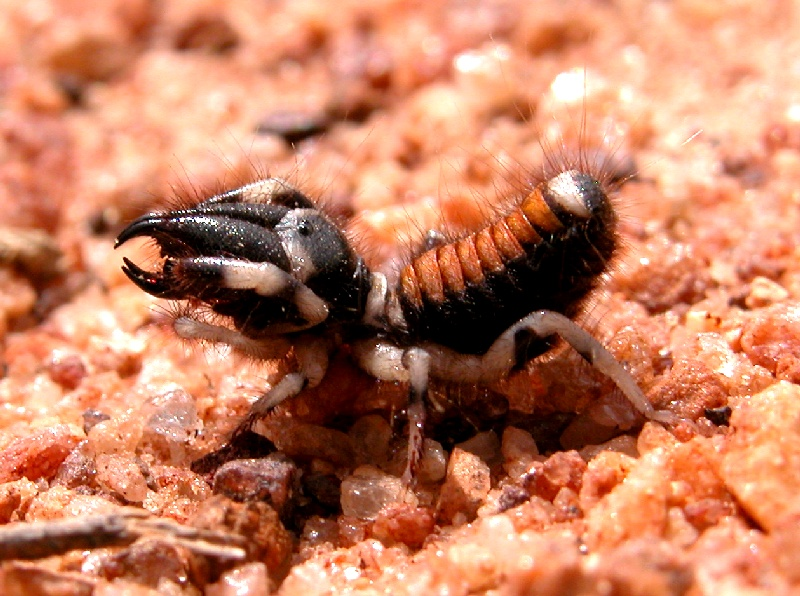
毒日蛛科的某种避日蛛，摄于印度班加罗尔

- 疾风蝎科 Gylippidae Roewer 1933（疑为Γύλιππος 斯巴达将领）
- 缺爪蛛科 Hexisopodidae Pocock 1897（待查）
- 卡氏蛛科 Karschiidae Kraepelin 1899（疑为Ferdinand Karsch 德国蜘蛛学家，昆虫学家，节肢动物学家）
- 黑日蛛科 Melanoblossidae Roewer 1933（待查）
- 漠日蛛科 Mummuciidae Roewer 1934（待查）
- 毒日蛛科 Rhagodidae Pocock 1897（希腊语ῥάξ 一种毒蜘蛛）
- 避日蛛科 Solpugidae Leach 1815（拉丁语sol 太阳 + pugnare 战斗，目名Solifugae源于拉丁语 sol + fugere 逃跑）

另有原日蛛科 Protosolpugidae仅见于一采自宾夕法尼亚的化石标本。避日目科下分141属，包括5个单型性化石属，共计1095种避日蛛。暂无亚目和总科的分类，系统发生关系未知。

## 生活习性

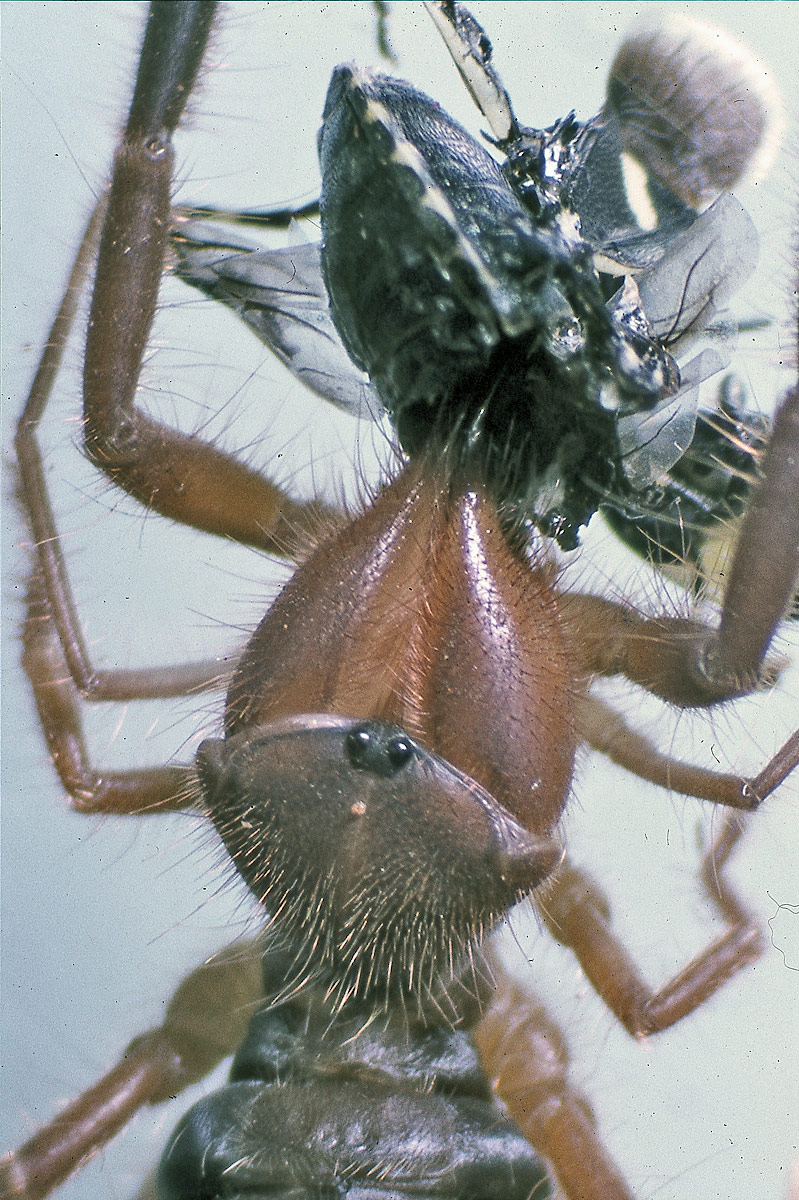
取食甘蓝菜蝽的避日蛛

避日蛛适应炎热干旱的气候，分布于除南极洲和澳洲外的大陆。在中国分布于新疆、内蒙古和西藏。尽管被视为沙漠生物群系的特有生物，它们也常出没于半沙漠地区及灌木林。也有一些种类栖息于草原和森林。避日蛛以耐热耐旱闻名，蛛毛蝎科的Galeodes granti能在49摄氏度，相对湿度低于10%的恶劣环境下生存24小时。不过多数避日蛛为夜行性，它们白天藏身洞穴中以避开地表的高温。避日蛛体表水分散失很少，通常能从猎物的体液中获得充足的水分。捕获的Galeodes arabs有咀嚼金合欢树叶获取水分的行为。

### 觅食
避日蛛为夜行性游猎生物，肉食或杂食。多数种类在地表大范围搜索猎物，一些种类喜食白蚁，一些种类跟踪猎物，短腿的缺爪蛛则在沙下捕食。其感应机制包括触觉和视觉刺激，介传震动和化学感应。食物大部分为昆虫和其他节肢动物，亦猎杀蛇，小型蜥蜴和啮齿动物，也有人观察到食腐的行为。饲喂实验证明一些种类拒食太大，太硬或具有防卫性化学物质的生物，其他种类则并不介意。除了毒日蛛科的Rhagodes nigrocinctus外，其他避日蛛都没有毒腺。进食时，避日蛛巨大螯肢的上齿会前后摩擦绞碎外骨骼并榨取汁液。触肢尖端的吸附器官用以接触，抓住，操纵猎物。Wharton观察到雌性Metasolpuga picta有时会用触肢将食物送到螯肢。漠风蝎科的一些种类（Eremobotes mormonus, E. marathoni, Eremorhax magnus）会处理食物，平均5-9%的进食时间被用于移除高几丁质部位（头，触角，翅）。

### 交配

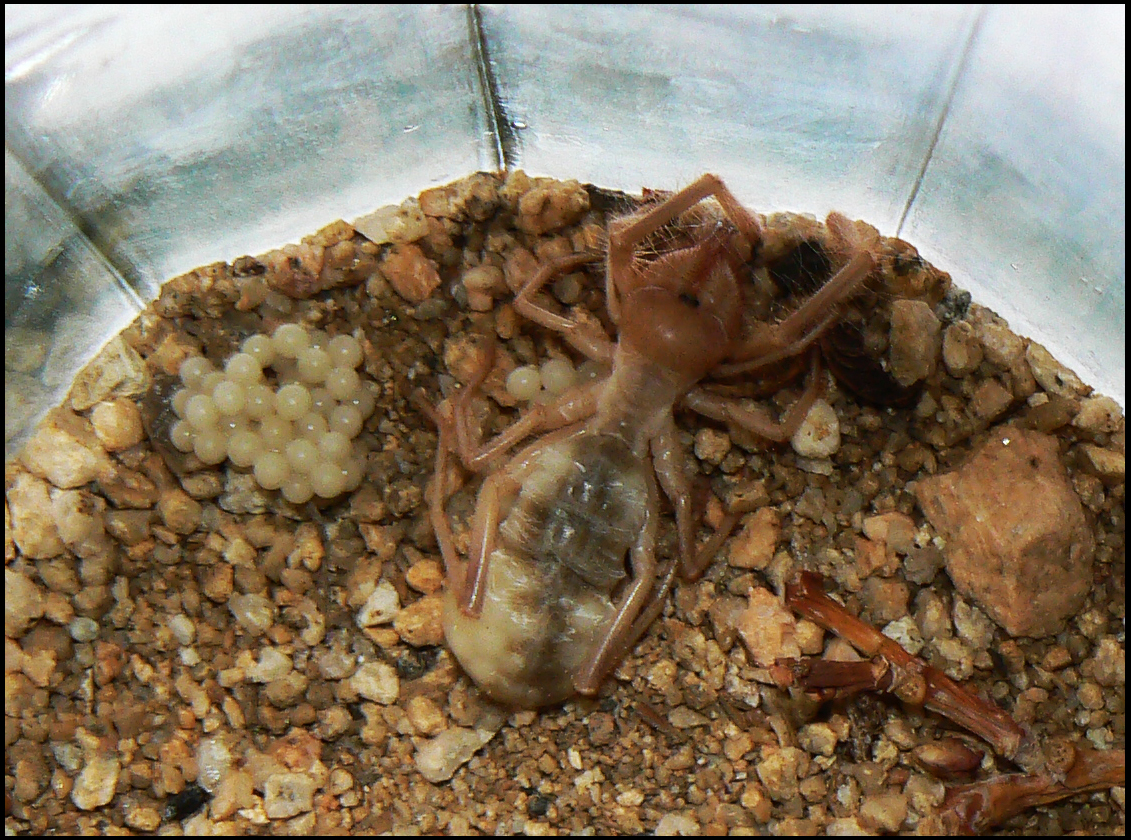
产卵的避日蛛，半透明的腹中能看到尚未产出的卵

避日蛛一年发生一代，雄性会长途跋涉寻找配偶。交配时雄性避日蛛用触肢将雌性固定，雌蛛会进入麻痹状态，蛛毛蝎科和避日蛛科的雄性用螯肢捡起由生殖孔排出的精包并塞进雌性的生殖孔。漠风蝎科的雄性则直接用生殖器将精包递入雌性生殖孔。交配后雌性避日蛛会挖洞并产下50到200枚卵，一些种类会守护虫卵直至孵化。由于守护期间雌性无法觅食，它们会事先在体内储存能量。研究人员在实验室环境下曾观察到一种5厘米长的避日蛛吃下超过100只苍蝇。从卵中孵化以后，避日蛛会经历胚后发育、9到10龄稚虫以及成虫等多个阶段。

## 天敌
尽管避日蛛常被视为捕食者，它们也构成干旱、半干旱生态系统中很多动物的重要食物来源。常见天敌包括鸟类，哺乳动物，爬行动物，节肢动物如蜘蛛等。同类相食现象亦常发生。

## 拟态

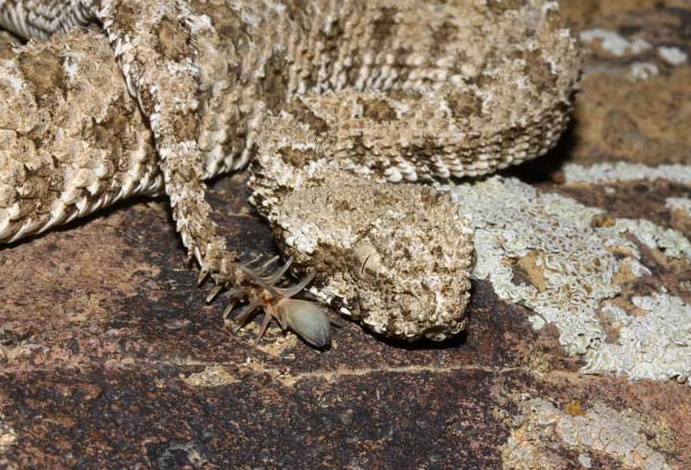
蛛尾拟角蝰，显示其形似避日蛛的尾端

纳米比亚的一种避日蛛贝氏拟态其生境范围内常见的Onymacris和Stenocara属的拟步甲。这些甲虫味道难吃，其醒目的黑白体色被视为穆氏拟态。另有伊朗西部的蛛尾拟角蝰（Pseudocerastes urarachnoides）用其尾部进攻性拟态避日蛛，引诱鸟类前来捕食。

## 化石历史
避日蛛的化石标本很少。一件发现于波兰具有3.3亿年历史的蛛形纲生物化石（Schneidarachne saganii）显示了一些避日目的特征,如巨大前伸的螯肢 。最古老的避日蛛石炭原避日蛛（Prosolpuga carbonaria）生活于3亿年前，在美国伊利诺伊州著名的化石产地马宗溪被发现。此化石说明原始的避日蛛可能生活于沼泽森林环境而非干旱地区。保存于波罗的琥珀具有4至5千万年历史的戴沙蝎科避日蛛Palaeoblossia groehni亦生活于北欧森林中。发现于巴西东北部具有1.1亿年历史的Cratosolpuga wunderlichi化石保存完整，被鉴定为蜡风蝎科。此科避日蛛现仅存于非洲南部，说明它们活跃于中生代的冈瓦那大陆。大陆分裂后，非洲的蜡风蝎幸存下来，而美洲的同类灭绝。

## 传说文化

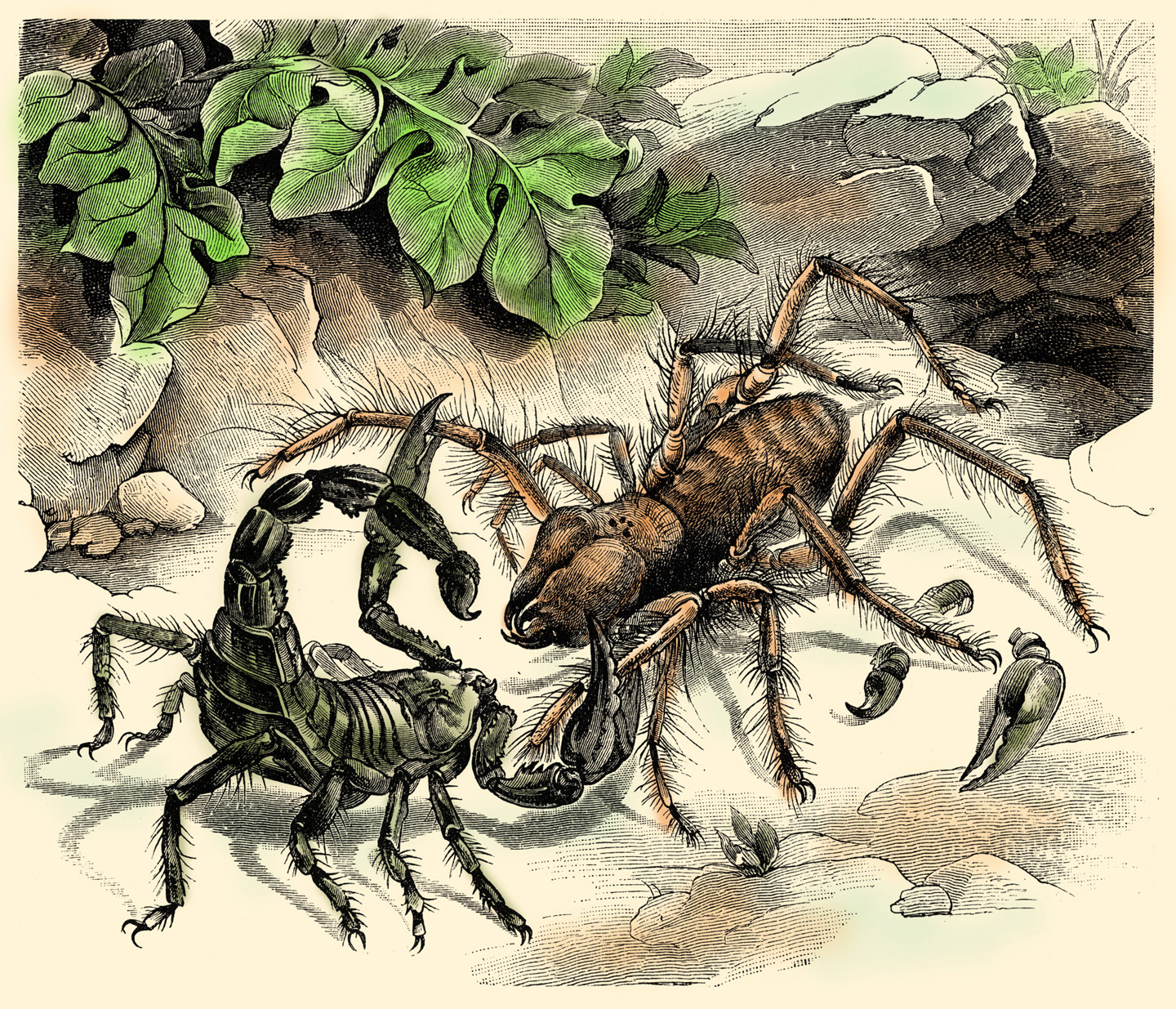
避日蛛（右）大战蝎子（左）

关于避日蛛的记录可追溯至古希腊，它们被误认为有五对步足而得名φαλάγγιον（phalangium，指骨，现为盲蛛目的一属）。埃里亚努斯在《论动物的特性》中记载了盲蛛和蝎子导致埃塞俄比亚地区一个国家覆灭的故事。老普林尼在《博物志》中将故事里的盲蛛更正为避日蛛。在希伯来语《旧约》中，避日蛛被称作老鼠。巨大多毛的避日蛛在快速奔跑时很容易被误认为老鼠。Lichtenstein认为《圣经·撒母耳记》中记载的非利士人经历的鼠疫其实是由避日蛛引起的。当人畜睡在地上时外阴和嘴唇易被避日蛛咬破而生疮。因此避日蛛常被误认为有毒。至今很多沙漠地区的土著在地上睡觉时仍小心防范避日蛛。其实除了分布于印度的Rhagodes nigricinctus，其他种类并无毒腺。不过它们强壮的螯肢能咬出容易引发感染的较大伤口。
第一次世界大战期间，驻扎在埃及的士兵喜欢鬥避日蛛并下注赌博。驻利比亚的英军则让避日蛛与蝎子厮杀，并用蝎子饲喂捕到的避日蛛。由于它们奇异的外形，很多人对避日蛛望而生畏。据报道，一英国士兵及家人被其不经意从阿富汗带回的一只避日蛛吓得不敢回家，并认为它杀死了他们的宠物狗。其实它们对人类最大的威胁仅仅是防卫性的撕咬，疼痛但并不致命。